# Decaborà
El decaborà o decaborà(14) és un compost químic constituït per àtoms de bor i d'hidrogen, un hidrur de bor o borà amb fórmula química {\displaystyle {\ce {B10H14}}}. És un sòlid blanc cristal·lí inflamable. Se sintetitzà per primera vegada per piròlisi del diborà {\displaystyle {\ce {B2H6}}}. Té la característica olor d'humitat dels borans; i, com els altres, és tòxic per al sistema nerviós central. S'ha utilitzat per a la implantació de bor en semiconductors, com a catalitzador de polimerització i com a additiu de combustible de coets.

## Estructura

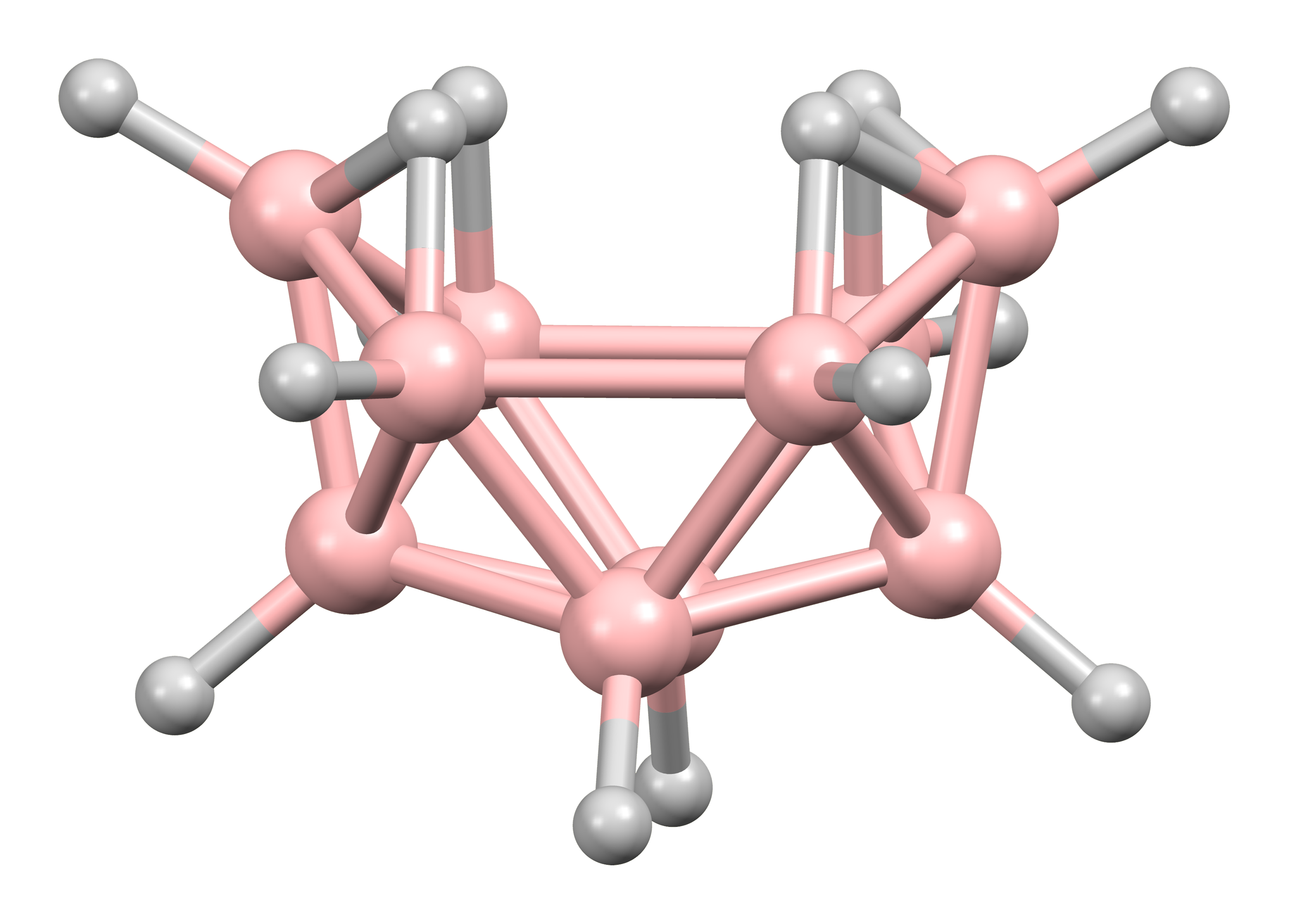
Estructura de la molècula de decaborà(14).

A la molècula de decaborà(14) els àtoms de bor formen dues piràmides pentagonals amb una aresta de les bases en comú. Cada àtom de bor està enllaçat a un hidrogen terminal, hi ha dos enllaços {\displaystyle {\ce {B-B}}} i quatre enllaços de tres centres amb pont d'hidrogen {\displaystyle {\ce {B-H-B}}}.

## Propietats

### Propietats físiques
El decaborà(14) és sòlid a temperatura ambient, el seu punt de fusió és 98,8 °C i el d'ebullició 213 °C. A 25 °C la seva densitat és de 0,94 g/cm³. A 20 °C té una pressió de vapor de 0,15 mmHg. El seu punt d'inflamabilitat és 80 °C. És soluble en benzè, hexà i toluè, i lleugerament soluble en aigua freda. Amb aigua calenta s'hidrolitza.

### Propietats químiques
Amb l'oxigen el decaborà(14) reacciona donant òxid de bor {\displaystyle {\ce {B2O3}}} i aigua:
{\displaystyle {\ce {B10H14 + 11 O2 -> 5 B2O3 + 7 H2O}}}
És molt estable i la seva reacció amb aigua és molt lenta. Amb els hidròxids es comporta com un àcid de Brønsted:
{\displaystyle {\ce {B10H14 + OH- <=> B10H13- + H2O}}}
Amb l'amoníac es comporta com un àcid de Lewis:
{\displaystyle {\ce {B10H14 + NH3 <=> B10H13- + NH4+}}}

## Aplicacions
El decaborà, com altres borans, foren estudiats durant la dècada de 1950 com a propulsors. A causa del cost i altres factors, aquesta aplicació no aconseguí tenir èxit. Tanmateix, des d'aleshores, el decaborà ha continuat sent d'interès per a la investigació i algunes aplicacions comercials, sovint com a font d'incorporació de bor a o sobre un altre material, com ara dopant d'implantació iònica per a la producció de semiconductors electrònics de tipus p; font de bor monoatòmic per a la deposició química de vapor de pel·lícules primes; ús en la síntesi de nanotubs de nitrur de bor {\displaystyle {\ce {BN}}}; precursor de ceràmica/borurs; material de partida per a la síntesi d'altres cúmuls de bor com {\displaystyle {\ce {B12N2}}}, inclosos els compostos utilitzats en la investigació experimental del tractament del càncer de teràpia de captura de neutrons de bor (BNCT); i com a font de protons o hidrogen per a aplicacions avançades d'emmagatzematge i generació d'energia.